# Мунк, Эрик
Эрик Нильсен Мунк (дат. Erik Nielsen Munk, XVI век — 1594, Драгсхольмский замок, Зеландия) — датский военный офицер, получивший дворянство и несколько феодальных поместий в Норвегии за свои военные заслуги. Он был отцом мореплавателя и исследователя Йенса Мунка и Нильса Эриксена Мунка (1577-1617).

## Биография
Год и место рождения Эрика Мунка неизвестны, но его отцом был Нильс Мунк, по-видимому, представитель старинного дворянского рода из Халланда, чей титул был утрачен из-за браков. О его ранней жизни известно немного, но он участвовал в первой религиозной войне во Франции в 1562 году и позднее был отправлен в крепость Вардёхюс в Норвегии. В Северной семилетней войне он возглавлял экспедиции по спасению Тронхейма и Акерсхуса. После войны в награду ему было пожаловано несколько феодальных поместий в Норвегии, а 11 августа 1580 года он получил последний титул дворянина. Однако это могло лишь подтвердить существующий статус.
Жестокое правление Мунка в его поместьях привело к нескольким судебным процессам против него, и в 1586 году он был низложен и заключён в замок Драгсхольм, недалеко от Калуннборга, к западу от Копенгагена. Написав королю несколько тщетных писем в свою защиту, он в 1594 году покончил жизнь самоубийством, повесившись.